# 松兹瓦尔大桥

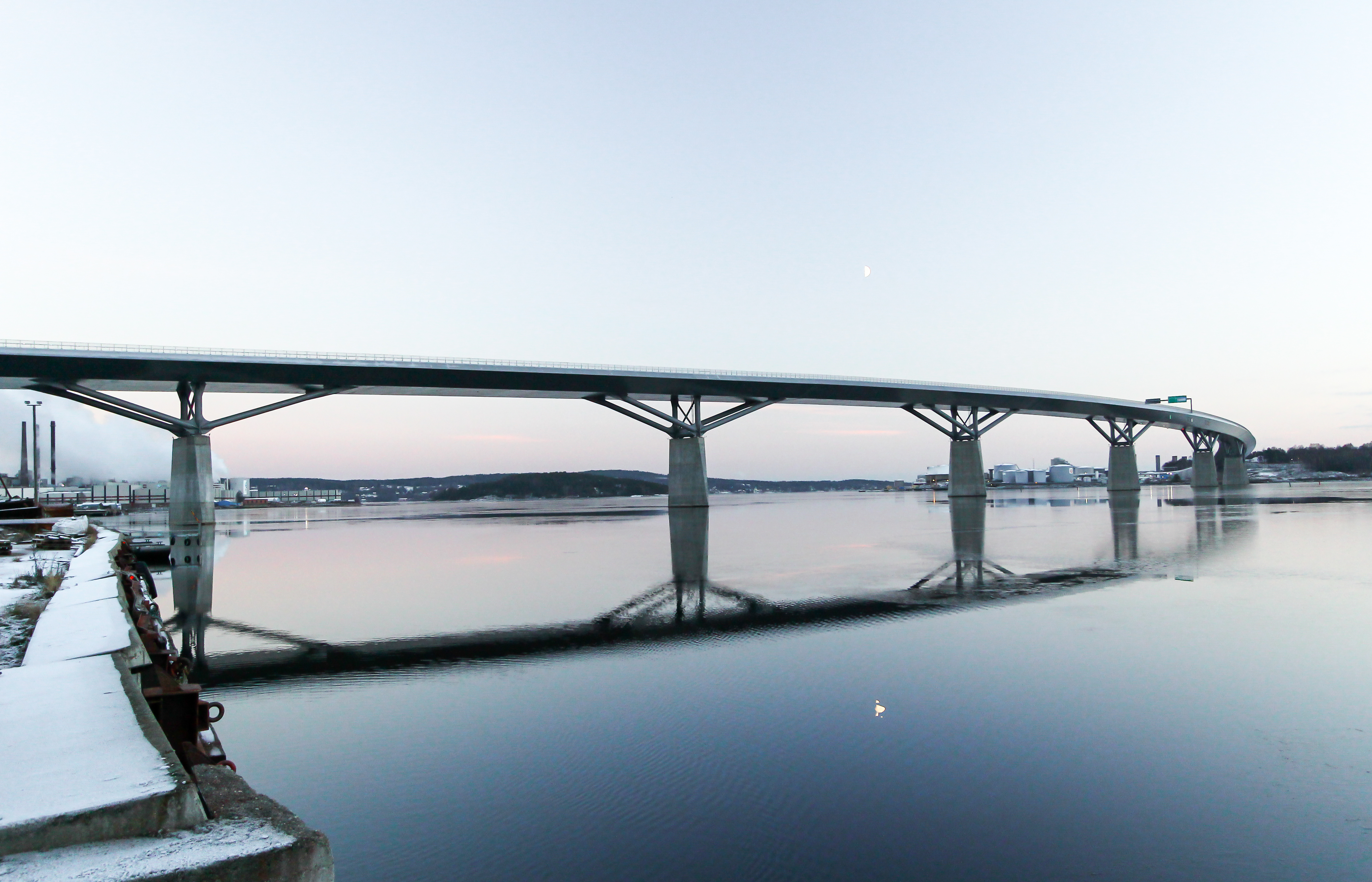
2014年11月的松兹瓦尔大桥

62°23′20″N 17°20′31″E / 62.38889°N 17.34194°E
松兹瓦尔大桥（瑞典語：Sundsvallsbron）位于瑞典的松兹瓦尔，跨越松兹瓦尔湾，从而使欧洲E4公路的车流能绕过松兹瓦尔主城区。
桥梁总长为2,109（6,919英尺），于2014年12月18日通车，是瑞典第四长的桥梁。